# Lorenzo Noviello
Lorenzo Noviello (15 februari 2002) is een Belgisch voetballer die onder contract ligt bij MVV Maastricht.

## Carrière
Noviello speelde bij de jeugd van KRC Genk, waar hij in dezelfde jeugdcategorie als onder andere Maarten Vandevoordt en Jay-Dee Geusens speelde. Later stapte hij over naar KVC Westerlo, waar hij op 15 augustus 2021 zijn officiële debuut in het profvoetbal maakte: op de eerste competitiespeeldag van de Proximus League mocht hij tegen Excelsior Virton in de 82e minuut invallen voor Ján Bernát. Een maand later ondertekende hij zijn eerste profcontract bij Westerlo.

## Clubstatistieken
| Seizoen     | Club           | Competitie      | Competitie | Competitie | Beker | Beker | Europa | Europa | Totaal | Totaal |
| Seizoen     | Club           | Competitie      | Wed.       | Dlp.       | Wed.  | Dlp.  | Wed.   | Dlp.   | Wed.   | Dlp.   |
| ----------- | -------------- | --------------- | ---------- | ---------- | ----- | ----- | ------ | ------ | ------ | ------ |
| 2021/22     | KVC Westerlo   | Eerste klasse B | 5          | 0          | 2     | 0     | —      | —      | 7      | 0      |
| Club Totaal | Club Totaal    | Club Totaal     | 5          | 0          | 2     | 0     | 0      | 0      | 7      | 0      |
| 2022/23     | MVV Maastricht | Eerste Divisie  | 1          | 0          | 0     | 0     | —      | —      | 1      | 0      |
| Club Totaal | Club Totaal    | Club Totaal     | 1          | 0          | 0     | 0     | 0      | 0      | 1      | 0      |
| 2023/24     | Bocholt VV     | 2e Nationale    | 26         | 6          | 0     | 0     | —      | —      | 26     | 6      |
| 2024/25     | Bocholt VV     | 2e Nationale    | 12         | 1          | 0     | 0     | —      | —      | 12     | 1      |
| Club Totaal | Club Totaal    | Club Totaal     | 38         | 7          | 0     | 0     | 0      | 0      | 38     | 7      |
| TOTAAL      | TOTAAL         | TOTAAL          | 44         | 7          | 2     | 0     | 0      | 0      | 46     | 7      |

Bijgewerkt op 15 maart 2022.